# Paulo Jorge Pedro Lopes
Paulo Jorge Pedro Lopes (Mirandela, 29 giugno 1978) è un ex calciatore portoghese, di ruolo portiere.

## Carriera
Paulo Lopes è cresciuto calcisticamente nel Mirandela, club della sua città, per poi passare al più prestigioso Benfica con cui firma un contratto da professionista a partire dalla stagione 1997-1998.
Viene ceduto in prestito per due stagioni, a Gil Vicente e Barreirense, per poi venire relegato alla formazione B. Nonostante abbia disputato una buona annata viene ceduto, questa volta a titolo definitivo.
Dopo aver difeso le porte di Salgueiros, Estrela Amadora, Trofense e Feirense, fa ritorno al Benfica in qualità di terzo portiere. Si ritira dal calcio giocato il 2 agosto 2018, dopo dodici trofei vinti in sole 11 presenze con la maglia del Benfica.

## Palmarès
- Campionato portoghese: 3

Benfica: 2013-2014, 2014-2015, 2015-2016, 2016-2017
- Coppa di Portogallo: 1

Benfica: 2013-2014
- Coppa di Lega portoghese: 3

Benfica: 2013-2014, 2014-2015, 2015-2016
- Supercoppa di Portogallo: 2

Benfica: 2014, 2016